# Grammsee
Der Grammsee ist ein See in der Gemeinde Mustin im Kreis Herzogtum Lauenburg. Er liegt östlich von Ratzeburg im Naturpark Lauenburgische Seen direkt an der Landesgrenze zu Mecklenburg-Vorpommern. Der See ist Bestandteil des Naturschutzgebietes „Lankower Seeufer, Grammsee und Umgebung“.
Der See entstand nach der Weichsel-Kaltzeit. Natürlicherweise ist er ein mesotropher See. Durch Phosphor- und Stickstoffeinträge insbesondere aus der Landwirtschaft ist der See heute ein eutropher See. Er hat drei kleine Zuflüsse und entwässert über einen kleinen Graben zum nordwestlich liegenden Lankower See, der über Mechower und Ratzeburger See mit der Wakenitz in Verbindung steht.
Der See wurde in der Vergangenheit fischereilich genutzt. Die Bewirtschaftung wurde Ende 1995 eingestellt.
Der See ist von Röhrichten und Großseggenrieden umgeben, an die sich bewaldete Flächen anschließen, die vielfach als Erlenbruchwälder mit Schwarzerlen ausgeprägt sind, denen vielfach ein schmaler Saum aus Weiden vorgelagert ist. Hier dominiert die Grauweide. Die Bruchwälder stocken am Südufer auf Niedermoorböden. Hier gesellt sich die Moorbirke dazu. Im See siedeln Schwimmblattgesellschaften mit Seerose und Gelber Teichrose. Zur Aufwertung des Sees und seiner Uferbereiche wurde der Wasserstand angehoben, wodurch auch angrenzende Niedermoorflächen wiedervernässt wurden.
Der See und seine Umgebung beherbergen unter anderem Rohrweihe, Rohrdommel, Zwergtaucher, Teichrohrsänger, Rohrammer, Pirol, Schlagschwirl und Sprosser. Der See ist Rastgebiet für ziehende Wasservögel.
Im See leben Hecht, Schleie, Rotfeder, Plötze, Barsch und Moderlieschen, in geringer Zahl auch Quappe und Steinbeißer. Vorkommen des Aals sind vermutlich auf die frühere fischereiliche Bewirtschaftung des Sees zurückzuführen. Der See beherbergt unter anderem auch verschiedene Süßwasserschnecken, darunter Teichnapfschnecke und Spitze Sumpfdeckelschnecke.